# 历史学家列表
下面依生卒年份次序列出較知名的历史学家，華人史家的研究範圍只是依其大概或傑出領域做分類，並無絕對性。而斷代的划分是依照日本歷史學家內藤湖南的分法。

## 歐洲史學家
- 古希臘，希罗多德（Herodotus）（前484年?—前425年?），《历史》，西方历史之父
- 古希臘，修昔底德（Thucydides）（前460年?—前400年?），《伯罗奔尼撒战争史》
- 古希腊，色诺芬 （Xenophon） （前430年?—前354年),  《希腊史 (色诺芬)》,《远征记》,《居鲁士的教育》,被称为阿提卡蜜蜂。
- 古希腊，波利比奥斯（Polybius）（前204年—前122年) ,  《历史 (波利比奥斯)》,历史学家中的历史学家
- 古希臘，普鲁塔克（Plutarch）（46年?—120年?），《希腊罗马名人传》
- 羅馬，老加图（Marcus Porcius Cato）（前234年—前149年），《罗马历史源流》、《农业志》
- 羅馬，尤利乌斯·恺撒（Gaius Julius Caesar）（前100年—前44年），《高卢战记》和《内战记》
- 羅馬，撒路斯提乌斯（Gaius Sallust Crispus）（前86年—前34年），《喀提林阴谋》、《朱古达战争》
- 羅馬，蒂托·李维（Livy）（前59年—17年），《罗马史》
- 羅馬，塔西佗（Gaius Cornelius Tacitus）（55年?—117年?），《历史 (塔西佗)》、《阿古利可拉传》、《日耳曼尼亚志》、《编年史》
- 羅馬，阿庇安（Applanus）（95年?—165年?），《罗马史(阿庇安)》
- 羅馬，阿里安（Lucius Flavius Arrianus）（86年—146年），《亚历山大远征记》
- 羅馬，苏埃托尼乌斯（Gaius Suetonius Tranquillus）（69年/75年—130年），《罗马十二帝王传》
- 羅馬，该撒利亚的优西比乌（Eusebius of Pamphilus）（260年/275年—339年?），《编年史》
- 拜占庭，安娜·科穆寧娜（Anna Comnene）（1083年—1153年），《阿歷克塞傳》
- 拜占庭，普罗科匹厄斯（Procopius）（500年?—565年），《查士丁尼战争史》、《论查士丁尼时代的建筑》、《秘史》
- 法兰克，都尔主教格雷戈里（Gregory）（539年—594年），《法兰克人史》
- 法兰克，艾因哈德（Einhard）（770年—840年），《查理大帝传》
- 英国，“可尊敬的”比德（Bede Venerabilis）（673年—735年），《英吉利教会史》
- 意大利，比昂多（Bi Angde）（1392年—1463年），《罗马衰亡以来千年史》
- 意大利，洛倫佐·瓦拉（Lorenzo Valla）（1406年—1457年），《斐迪南一世时代的历史》、《君士坦丁赠与的辨伪》

## 歐洲近、現代史學家

### 法國
- 法國，費夫爾（Lucien Febvre）（1878年—1956年），年鑑學派創始人之一，《菲利普二世和弗朗什孔泰》、《土地与人类演进》、《命运：马丁路德传》
- 法國，布洛赫（Marc Bloch）（1886年—1944年），年鑑學派創始人之一，《法兰西岛》、《法国农村史》、《封建社会》、《历史学家的技艺》
- 法國，布罗代爾（Fernand Braudel）（1902年—1985年），年鑑學派創始人之一，《菲利浦二世時代的地中海和地中海世界》、《15至18世紀的物質文明、經濟和資本主義》
- 法國，勒高夫（Jacques Le Goff）（1924年—2014年），年鑑學派代表人物之一，《中世纪的知识分子》、《钱袋与永生——中世纪的经济与宗教》
- 法國，勒华·拉杜里（Emmanuel Le Roy Ladurie）（1929－），年鑑學派代表人物之一，《1294—1324年间的蒙塔尤》
- 法國，米謝·凱藍（Michel Kaplan）（1946－），拜占庭學家

### 英國
- 英國，愛德華·吉朋（Edward Gibbon）（1737年—1794年），《罗马帝国衰亡史》
- 英國，邱吉爾（Sir Winston Churchill）（1874年—1965年），《英語民族史》
- 英國，阿諾爾得·約瑟·湯恩比（Arnold Joseph Toynbee）（1889年—1975年），《历史研究》、《人类与大地母亲》
- 英國，愛德華·卡耳（Edward Hallett Carr）（1892年—1982年），《何為歷史？》
- 英國，李約瑟（Joseph Terence Montgomery Needham）（1900年—1995年），《中國的科學與文明》
- 英國，A·J·P·泰勒（Alan John Percivale Taylor）（1906年—1990年），《第二次世界大戰的起源》
- 英國，艾瑞克·霍布斯邦（Eric Hobsbawm）（1917年—2012年），《革命的年代》、《資本的年代》、《極端的年代》、《帝國的年代》
- 英國，史景遷（Jonathan D. Spence）（1936年—），《婦人王氏之死》、《利瑪竇的記憶宮殿》、《胡若望的疑問》、《大汗之國：西方眼中的中國》、《毛澤東》、《追尋現代中國》（The Search for Modern China) 、《曹寅與康熙》

### 德國
- 德國，蘭克（Leopold von Ranke）（1795年—1886年），《拉丁与条顿民族史》、《普鲁士王国史》、《腓特烈大帝传》
- 德國，戴布流克（Hans Delbrück）（1848年—1929年），《戰爭藝術史》
- 德國，斯宾格勒（Spengler）（1880年—1936年），《西方的没落》
- 德國，戈洛·曼（Golo Mann）（1909年—1994年）
- 德國，馬克思·韋伯，《新教倫理與資本主義精神》、《儒教與道教》
- 德國，特奥多尔·蒙森，《罗马史》

## 亞洲史學家

### 日本
- 平安时代，菅野真道，《续日本纪》
- 平安时代，藤原绪嗣，《日本后纪》
- 平安时代，藤原良房等，《续日本后纪》
- 平安时代，藤原基经（836年－891年）等，《日本文德天皇实录》
- 平安时代，菅原道真（845年—903年），《日本三代实录》、《类聚国史》
- 平安时代，藤原通宪，《本朝世纪》
- 安土桃山时代，太田牛一，《信长公记》
- 江户时代，阿部忠秋，《关原日记》
- 江户时代，吉田孝世，《土佐物语》
- 江户时代，川口长孺，《征韩伟略》
- 江户时代，德川光圀（1628年—1701年），《大日本史》
- 江户时代，成岛司直，《德川实纪》
- 江户时代，伊藤松，《邻交征书》
- 日本，鸟居龙藏，《有史以前的日本》、《从人类学上看我国上古的文化》、《从考古学上看辽的文化》、《千岛阿伊努人》、《苗族调查报告》
- 日本，柳田国男，《国史与民俗学》、《妖怪谈义》、《桃太郎的诞生》
- 日本，津田左右吉，《古事记与日本书纪新研究》、《神代史研究》、《日本古典研究》、《日本神道》
- 日本，上田正昭，《古代国家论》、《日本神话论》、《古代日本的女帝》
- 日本，五百旗头真，《日本政治外交史》、《日本近代6：战争·占领·讲和——1941-1955》
- 日本，依田憙家，《日本的近代化：与中国的比较》
- 日本，內藤湖南（1866年—1934年）， 《东洋文化史研究》、 《清朝史通论》、《支那上古史》、《支那近世史》
- 日本，加藤繁，《支那古田制研究》、《唐宋时代金银之研究》、《中国（支那）经济史考证》
- 日本，白鸟库吉，《中国古传说之研究》、《尚书的高级批评（特别关于尧舜禹）》、《檀君考》、《朝鲜古传说考》、《倭女王卑弥呼考》
- 日本，和田清，《内蒙古诸部落的起源》、《东洋读史地图》（合著）、《东洋中世史》（合著）
- 日本，溝口雄三，《中国前近代思想的屈折与展开》、《中国思想史：宋代至近代》、《李卓吾·两种阳明学》、《汉字文化圈的历史与未来》
- 日本，桑原隲藏，《东洋史说苑》、《宋末提举市舶西域人蒲寿庚的事迹》
- 日本，宮崎市定，《九品官人法研究·科举前史》、《东洋的近世》、《雍正帝》、《论语的新研究》
- 日本，宮川尚志，《六朝宗教史》、《六朝史研究·政治社会篇》、《六朝史研究·宗教篇》
- 日本，滨下武志，《清末海关财政与通商口岸市场圈》、《朝贡贸易体系与近代亚洲经济圈》
- 日本，西嶋定生，《唐代均田制的状态》、《中国经济史研究》、《中国古代帝国的形成与构造——二十等爵制的研究》
- 日本，新城新藏，《东洋天文学史研究》、《战国秦汉的历法》
- 日本，小野和子，《明季党社考》、《明末清初的社会与文化》、《中国女性史1851—1958》
- 日本，丹羽正義，《新东洋史纲要》
- 日本，宇都宮清吉，《东洋中世史的领域》
- 日本，川勝義雄，《六朝贵族制社会研究》
- 日本，谷川道雄，《中国中世社会与共同体》、《隋唐帝国形成史论》
- 日本，家永三郎（1913年—2002年），《新日本史》、《古代倭绘全史》、《日本文化史》、《太平洋战争》
- 日本，井上清（1913年—2001年），《日本女性史》、《天皇·天皇制的历史》、《部落的历史和解放理论》
- 日本，斯波義信（1930年10月20日—）《宋代商業史研究》、《宋代江南經濟史研究》
- 日本，大庭修，《敦煌汉简释文私考》、《云梦出土竹书秦律研究》、《临沂竹简兵书与兵家》、《敦煌·居延出土汉简》
- 日本，森谷光雄
- 日本，濱口重國，《秦汉隋唐史研究》、《唐王朝的贱人制度》
- 日本，鐮田重雄
- 日本，竺沙雅章，《征服王朝の时代》、《中国佛教社会史研究》、《苏东坡》
- 日本，羽田亨，《西域文明史概论》、《西域文化史》
- 日本，橘瑞超，《中亚探险》、《西域考古图谱》

### 蒙古國、中國、越南、韓國史學家
此列表以各个历史学家的研究方向为大致分类依据。

#### 上古史
- 左丘明（前556年—前451年），《左傳》、《國語》
- 孔子（前551年—前479年），《春秋》
- 司馬談（?—前110年），中國西漢史學家，司馬遷之父
- 劉安（前179年—前122年），《淮南子》
- 司馬遷（前135年?—前87年?），《史記》
- 褚少孫（生卒年不詳），補述《史記》
- 桓寬（生卒年不詳），《鹽鐵論》
- 劉向（約前77年—前6年），《別錄》、《列女傳》、編集《戰國策》
- 劉歆（約前50年—23年），《七略》
- 班彪（3年—54年），中國東漢史學家，班固之父
- 趙曄（生卒年不詳），《吳越春秋》
- 班固（32年—92年），《漢書》、《東觀漢記》
- 班昭（約45年?—約117年?），中國東漢女史學家，班固之妹
- 劉珍（生卒年不詳），《東觀漢記》
- 荀悅（148年—209年），《漢紀》
- 王先謙（1842年—1917年），《漢書補注》、《後漢書集解》
- 羅振玉（1866年—1940年），《殷墟書契考釋》
- 王國維（1877年—1927年），《宋元戲曲考》、《人間詞話》、《觀堂集林》
- 郭沫若（1892年—1978年），《甲骨文字研究》、《卜辭通纂》、《中國古代史的分期問題》、《中國古代社會研究》
- 顧頡剛（1893年—1980年），《古史辨》
- 蒙文通（1894年—1968年），《古史甄微》 、《辑校李荣老子注》、《辑校成玄英老子义疏》、《周秦少数民族研究》
- 董作賓（1895年—1963年），《殷墟文字甲編》、《卜辭中所見之殷曆》
- 李济（1896年—1979年），《西阴村史前遗存》、《殷墟器物甲编·陶器》
- 馬非百（1896年—1984年），《秦始皇帝傳》、《秦集史》、《秦史綱要》
- 徐中舒（1898年—1991年），《甲骨文字典》、《古詩十九首考》、《禹鼎的年代及其相關的問題》、《論〈戰國策〉》
- 張蔭麟（1906年—1942年），《中國史綱-上古篇》
- 童书业（1908年—1968年），《春秋史》、《中国疆域沿革史略》、《先秦七子思想》
- 杨向奎（1910年—2000年），《宗周社会与礼乐文明》
- 陈梦家（1911年—1966年），《殷代铜器》、《美帝国主义劫掠的我国殷周铜器集录》、《蔡器三记》、《尚书通论》
- 杨宽（1914年—2005年），《西周史》、《战国史》、《战国史料编年辑证》
- 張光直（1931年—2001年），《中國青銅時代》
- 朱绍侯（1926年—），《军功爵制研究》、《秦汉土地制度与阶级关系》
- 安作璋（1927年—），《汉史初探》、《两汉与西域关系史》、《秦汉农民战争史料汇编》、《班固评传》
- 許倬雲（1930年—），《萬古江河》、《西周史》、《漢代農業》、《歷史分光鏡》
- 李學勤（1933年—2019年）， 《東周與秦代文明》、《古文字學初階》、《新出青銅器研究》
- 熊铁基（1933年—），《秦汉官制史稿》、《秦汉文化志》、《中国老学史》、《中国庄学史》
- 李民（1934年—）， 《〈尚書〉與古史研究》、《夏代文化》、《夏商史探索》、《古本竹書紀年譯注》、《殷商社会生活史》
- 陈恩林（1940年—），《先秦军事制度研究》、《中国春秋战国军事史》、《逸斋先秦史学术论文集》、《白话精评左传纪事本末》
- 李開元（生年不詳），《漢帝的建立與劉邦集團》、《復活的歷史》、《歷史的鏡像》
- 杜正勝（1944年—），《編戶齊民》、《古代國家與社會》
- 周天游（1944年—），《八家后汉书辑注》、《后汉纪校注》、《两汉复仇盛行的原因》
- 阎步克（1954年—），《察举制度变迁史稿》、《服周之冕》

#### 中古史
- 謝承（生卒年不詳），《後漢書》
- 譙周（201年—270年），《仇國論》、《古史考》
- 韋昭（204年—273年），《吳書》
- 薛瑩（?—282年），《後漢記》
- 荀勗（?—289年），《汲冢書》
- 華嶠（?—293年），《漢後書》
- 王沈（生卒年不詳），《魏書》
- 魚豢（生卒年不詳），《魏略》
- 陳壽（233年—297年），《三國志》
- 謝沈（生卒年不詳），《後漢書》
- 張瑩（生卒年不詳），《後漢南記》
- 張璠（生卒年不詳），《後漢紀》
- 司馬彪（243年—306年），《續漢書》
- 束皙（263年—302年），整理《汲冢书》
- 干寶（?—336年），《晉紀》、《搜神記》
- 葛洪（284年—363年），《後漢書鈔》
- 常璩（291年?—361年?），《華陽國志》
- 袁宏（328年—376年），《後漢紀》
- 袁崧（生卒年不詳），《後漢書》
- 孫盛（生卒年不詳），《魏氏春秋》、《晉陽秋》
- 習鑿齒（?—383年），《漢晉春秋》
- 裴松之（372年—451年），《三國志注》
- 范曄（398年—445年），《後漢書》
- 劉義慶（403年—444年），《後漢書》、《世說新語》
- 沈約（441年—513年），《宋書》
- 裴駰（生卒年不詳），《史記集解》
- 崔鴻（生卒年不詳），《十六國春秋》
- 酈道元（466年或472年—527年），《水經注》
- 裴子野（469年—530年），《宋略》
- 蕭子顯（487年—537年），《南齊書》
- 魏收（506年—572年），《魏書》
- 李百藥（565年—648年），《北齊書》
- 温大雅（572年—629年），《大唐创业起居注》
- 房玄齡（579年—648年）等，《晉書》
- 魏徵（580年—643年）等，《隋書》
- 顏師古（581年—645年），《五經定本》、註釋《漢書》
- 令狐德棻（583年—666年），《周書》
- 長孫無忌（594年—659年），《隋書》
- 褚遂良（596年—659年），《晉書》
- 李延壽（生卒年不詳），《南史》、《北史》
- 司馬貞（生卒年不詳），《史記索隱》
- 張守節（生卒年不詳），《史記正義》
- 劉知幾（661年—721年），《史通》
- 吴兢（670年—749年），《贞观政要》
- 杜佑（735年—812年），《通典》
- 刘肃（生卒年不詳），《大唐新语》
- 夏曾佑（1863年—1924年），《中國古代史》
- 盧弼（1876年—1967年），《三國志集解》、《三國志集注補》
- 岑仲勉（1886年—1961年），《隋唐史》、《唐史餘瀋》、《隋书求是》、《唐人行第录》、《通鉴隋唐纪比事质疑》
- 陳寅恪（1890年—1969年），《隋唐制度淵源略論稿》、《唐代政治史述論稿》、《元白詩箋證稿》、《論〈再生緣〉》、《柳如是別傳》、《寒柳堂集》
- 尚钺（1902年—1982年），《中国历史纲要》
- 勞榦（1907年—2003年），《魏晉南北朝史》
- 陶元珍（1908年—1980年），《魏晉史叢考》、《三國食貨志》
- 何兹全（1911年—2011年），《魏晋南北朝史略》、《中国通史·魏晋南北朝时期》
- 唐長孺（1911年—1994年），《魏晉南北朝隋唐史三論》（總結其一生研究的通論性著作）
- 王仲犖（1913年—1986年），《魏晉南北朝史》
- 周一良（1913年—2001年），《魏晋南北朝史論集》
- 韩国磐（1919年—2003年），《北朝经济试探》、《魏晋南北朝史纲》、《南北朝经济史略》
- 馬植杰（1922年—2006年），《諸葛亮傳》、《三國史》
- 田餘慶（1924年—2014年），《東晉門閥政治》
- 高敏（1926年—2014年），《魏晋南北朝兵制研究》、《南北史掇琐》、《魏晋南北朝史发微》、《长沙走马楼简牍研究》
- 黄永年（1927年—2007年），《唐史史料学》、《唐代史事考释》
- 逯耀東（1933年—2006年），《魏晉史學及其他》、《胡適與當代史家》、《從平城到洛陽─拓跋魏文化轉變的歷程》、《魏晉史學的思想與社會基礎》
- 万绳楠（1923年—），《陈寅恪魏晋南北朝史讲演录》、《魏晋南北朝史论稿》、《魏晋南北朝文化史》
- 張作耀（1931年—），《中國歷史便覽》、《中國歷史辭典》、《曹操評傳》、《曹操傳》、《劉備傳》、《孫權傳》
- 朱大渭（1931年—），《魏晋南北朝农民战争史资料汇编》、《魏晋南北朝社会生活史》、《六朝史论》、《武侯春秋》
- 吴宗国（1934年—），《唐代科举制度研究》、《隋唐五代简史》
- 張大可（1940年—），《三國史研究》、《三國史》
- 祝总斌（1940年—），《两汉魏晋南北朝宰相制度研究》、《八王之乱爆发原因初探》、《都督中外诸军事及其性质、作用》
- 潘國鍵（1949年—），《北魏與蠕蠕關係研究》
- 張榮芳（1955年—），《唐代的史館與史官》、《唐代京兆尹研究》、《典章制度的總匯 ―― 通典》
- 张国刚（1956年—），《唐代藩镇研究》、《唐代官制》
- 仇鹿鸣 (1981年－)，《长安与河北之间》、《魏晋之际的政治权力与家族网络》

#### 近世史
- 赵莹（880年—947年）等，《舊唐書》
- 薛居正（912年—981年），《舊五代史》
- 王溥（922年—982年），《唐会要》
- 李昉（925年—996年），《太平御覽》、《太平廣記》、《文苑英華》
- 宋祁（998年—1061年），《新唐書》
- 歐陽修（1007年—1072年），《新唐書》、《新五代史》
- 司馬光（1019年—1086年），《資治通鑒》
- 刘攽（1023年—1089年），《东汉刊误》、《汉宫仪》、《五代春秋》
- 刘恕（1032年—1078年），《通鉴外纪》、《五代十国纪年》
- 范祖禹（1041年—1098年），《唐鉴》、《仁宗政典》
- 鄭樵（1103年—1162年），《通志》
- 李燾（1115年—1184年），《續資治通鑒長編》
- 陆游（1125年—1210年），《南唐书》
- 徐梦莘（1125年—1207年），《三朝北盟会编》
- 袁樞（1131年—1205年），《通鑒紀事本末》
- 熊克（1132年—1204年），《中兴小纪》
- 李心传（1166年—1243年），《建炎以来系年要录》、《建炎以来朝野杂记》
- 胡三省（1230年—1302年），《资治通鉴音注》
- 馬端臨（1254年—1324年），《文獻通考》
- 宋濂（1310年—1381年）等，《元史》
- 脫脫（1314年—1355年）等，《宋史》、《遼史》、《金史》
- 解縉（1369年—1415年），《永樂大典》
- 陳邦瞻（1557年?—1623年），《宋史紀事本末》、《元史紀事本末》
- 沈德符（1578年—1642年），《万历野获编》
- 谈迁（1593年—1657年），《国榷》
- 张岱（1597年—1679年），《石匮书》、《石匮书后集》
- 计六奇（1622年—？），《明季北略》、《明季南略》
- 黄宗羲（1610年—1695年），《宋元学案》、《明儒学案》
- 顧炎武（1613年—1682年），《日知錄》
- 王夫之（1619年—1692年），《讀通鑒論》
- 谷應泰（1620年—1690年），《明史紀事本末》
- 吴任臣（1628年—1689年），《十国春秋》
- 屈大均（1630年—1696年），《广东新语》、《安龙逸史》、《皇明四朝成仁录》
- 顾祖禹（1631年—1692年），《读史方舆纪要》
- 徐乾學（1631年—1694年），《資治通鑒後編》
- 高士奇（1645年—1704年），《左傳紀事本末》
- 万斯同（1638年—1702年），《历代史表》、《纪元汇考》
- 万斯同等，《明史》
- 全祖望（1705年—1755年），续补《宋元学案》、《全校水经注》
- 王鳴盛（1722年—1797年），《十七史商榷》
- 戴震（1724年—1777年），《孟子字義疏證》
- 紀昀（1724年—1805年），《四庫全書總目》
- 趙翼（1727年—1814年），《二十二史劄記》
- 錢大昕（1728年—1804年），《二十二史考異》
- 畢沅（1730年—1797年），《續資治通鑒》
- 章學誠（1738年—1801年），《文史通義》
- 錢大昭（1744年—1813年），《四史辨疑》
- 严可均（1762年—1843年），《全上古三代秦汉三国六朝文》
- 徐松（1781年—1848年），《宋会要辑稿》
- 汤球（1804年—1881年），《十六国春秋辑补》、《十六国春秋年表》、《两晋诏钞》
- 孟森（1869年—1937年），《清史讲义》、《明清史讲义》、《明代史》、《心史丛刊》
- 馮承鈞（1887年—1946年），《成吉思汗傳》、《中國南洋交通史》、《高昌城镇与唐代蒲昌》、《景教碑考》
- 黃现璠（1899年—1982年），《广西壮族简史》、《唐代社会概略》、《宋代太学生救国运动》、《壮族通史》
- 鄭天挺（1899年—1981年），《清史探微》、《清史簡述》、《史學名著選讀》
- 朱謙之（1899年—1972年），《中國音樂文學史》、《中國景教》、《哥伦布前一千年中国僧人发现美洲考》
- 向達（1900年—1966年），《印度現代史》、《唐代長安與西域文明》、《龟兹苏祗婆琵琶七调考原》
- 钱海岳（1901年—1968年），《南明史》
- 韩儒林（1903年—1983年），《元朝史》、《成吉思汗传》﹑《元史讲座》
- 翁独健（1906年—1986年），《蒙古族简史》、《中国民族关系史纲要》
- 邓广铭（1907年—1998年），《辛稼轩年谱》、《岳飞》
- 吳晗（1909年—1969年），《朱元璋傳》、《明史簡述》、《讀史札記》
- 王锺翰（1913年—2007年），《清史杂考》、《清史新考》、《清史续考》、《清史余考》、《清史补考》、《中国民族史》
- 何炳棣（1917年—2012年），《明初以降人口及其相關問題(1368—1953)》、《中國歷代土地數字考實》
- 黃仁宇（1918年—2000年），《萬曆十五年》、《中國大歷史》、《资本主义与二十一世纪》、《赫逊河畔谈中国历史》、《放宽历史的视界》
- 漆侠（1923年—2001年），《宋代經濟史》
- 龚书铎（1929年—2011年），《清代理学史》（主编）《清嘉道年间的士习与经世派》
- 李文海（1932年—2013年），《中國荒政全書》《清史編年》《清通鑒》（與戴逸合編）《清代官德叢談》
- 顧誠（1934年—2002年），《明末農民戰爭史》《南明史》
- 陈梧桐（1935年—2023年），《洪武皇帝大传》《晚明悲歌——大明王朝灭亡之谜》《明史十讲》《中国文化通史（明代卷）》《古代民族关系论稿》
- 蕭啟慶（1937年—2012年），《西域人與元初政治》《元代史新探》《蒙元史新硏》《元朝史新論》《內北國而外中國：蒙元史硏究》《元代的族群文化與科舉》《元代進士輯考》《九州四海風雅同 : 元代多族士人圈的形成與發展》
- 戴逸（1926年—），《简明清史》《乾隆帝及其时代》
- 冯尔康（1934年—），《雍正传》《清人社会生活》《18世纪以来中国家族的现代转向》《曹雪芹和<红楼梦>》《清史史料学》
- 樊树志（1937年—），《晚明史（1573—1644年）》《明清江南市镇探微》《大明王朝的最后十七年》
- 王曾瑜（1939年—），《尽忠报国———岳飞新传》《宋朝兵制初探》《辽金军制》
- 张邦炜（1940年—），《中国封建王朝兴亡史·两宋卷》《宋代婚姻家族史论》《宋代政治文化史论》《宋代文豪与巴蜀旅游》（与他人合著）
- 李治亭（1942年—），《吴三桂大传》《中国漕运史》《清康乾盛世》
- 商传（1945年—），《永乐皇帝》《明代文化志》《〈明太祖实录〉三修本的评价问题》
- 虞云国（1948年—），《细说宋朝》《宋代台谏制度研究》《论宋代第二次削兵权》
- 盧建榮（1949年—），《咆嘯彭城》《飛燕驚龍記》《鐵面急先鋒》
- 邓小南（1950年—），《祖宗之法——北宋前期政治述略》《宋代文官选任制度诸层面》
- 方志远（1950年—），《明代国家权力结构及运行机制》《明代城市与市民文学》《明清湘鄂赣地区的人口流动与城乡商品经济》

#### 近現代史
- 陸心源（1838年—1894年），《唐文拾遺》、《宋史翼》
- 洪钧（1839年—1893年），《元史译文证补》
- 趙爾巽（1844年－1927年），《清史稿》
- 柯劭忞（1848年－1933年），《新元史》
- 屠寄（1856年—1921年），《蒙兀儿史记》
- 梁啟超（1873年—1929年），《新史學》、《中國歷史研究法》、《中國近三百年學術史》、《清代學術概論》
- 陳垣（1880年—1971年），《元也里可温考》、《元西域人华化考》、《校勘学释例》、《通鉴胡注表微》
- 蒋廷黻（1895年—1965年），《中国近代史》
- 陈旭麓（1918年—1988年），《近代中国社会的新陈代谢》
- 胡绳（1918年—2000年），《从鸦片战争到五四运动》、《帝国主义与中国政治》
- 郭廷以（1904年—1975年），《近代中國史綱》、《近代中國史事日誌》、《太平天國史事日誌》
- 唐德剛（1920年—2009年），《晚清七十年》、《李宗仁回憶錄》、《顧維鈞回憶錄》、《毛澤東專政始末1949-1976》、《中美外交史百年史1784-1911》
- 劉廣京（1921年—2006年），《英美航運勢力在華的競爭》
- 高陽（1922年—1992年），《胡雪巖》、《慈禧全傳》、《紅樓夢斷》、《曹雪芹別傳》
- 徐中約（1923年—2005年），《中國近代史》、《中國進入國際社會的外交，1858—1888年》
- 章开沅（1926年—），《辛亥革命与近代社会》、《辛亥革命史》、《中国近代史》、《清通鉴》
- 李文海（1932年—2013年），《天有凶年：清代災荒與中國社會》、《世紀之交的晚清社會》、《民國時期社會調查叢編》、《近代中國災荒紀年》、《太平天國社會風情》、《義和團運動史事要錄》、《從民族沉淪到民族振興》、《近代中國是怎樣走向共和的》
- 張玉法（1936年—），《中國現代史》、《中國近代現代史》、《中國現代史略》、《中華民國史稿》
- 杨天石（1936年—），《蒋氏秘档与蒋介石真相》、《南社史长编》、《民国掌故札记集》、《寻求历史的谜底——近代中国的政治与人物》
- 陳永發（1944年—），《紅太陽下的罌粟花》、《延安的陰影》、《中國共產革命七十年》
- 胡平生（1945年—），《民國初期的復辟派》、《民國時期的寧夏省》、《中國現代史書籍論文資料舉要》、《抗戰前十年間的上海娛樂社會》
- 陳兼（1952年—），《中國走向朝鮮戰爭之路》、《劍橋冷戰史·中國卷》、《毛澤東的中國與冷戰》
- 罗尔纲（1901年—1997年），《太平天国史》、《李秀成自述原稿注》、《湘军兵志》
- 简又文（1896年—1978年），《太平天国全史》、《冯玉祥传》
- 邵循正（1909年—1972年），《中法越南关系始末》、《盛宣怀未刊信稿》
- 茅海建（1945年—），《天朝的崩溃：鸦片战争再研究》、《近代的尺度：两次鸦片战争军事与外交》、《戊戌变法史事考》、《苦命天子：咸丰帝奕詝》
- 沈志华（1950年—），《中苏同盟与朝鲜战争研究》、《毛泽东、斯大林与朝鲜战争》、《苏联专家在中国（1948-1960）》、《新经济政策与苏联农业社会化道路》
- 罗志田（1952年—），《再造文明之梦--胡适传》、《国家与学术：清季民初关于"国学"的思想论争》
- 许纪霖（1957年—），《中国现代化史》、《城市的记忆——上海文化的多元历史传统》
- 桑兵（1958年—），《晚清学堂学生与社会变迁》、《清末新知识界的社团与活动》、《庚子勤王与晚清政局》、《国学与汉学——近代中外学界交往录》
- 刘凤翰，《国民党军事制度史》、《蒋纬国口述自传》、《武卫军》、《袁世凯与戊戌政变》
- 高华（1954年-2011年），《红太阳是怎样升起的：延安整风运动的来龙去脉》、《身份和差异：1949－1965年中国社会的政治分层》、《在历史的风陵渡口》、《革命年代》、《历史学的境界》
- 杨奎松（1953年-），《开卷有疑》《忍不住的“关怀”：1949年前后的书生与政治》《毛泽东与莫斯科的恩恩怨怨》、《西安事变新探——张学良与中共关系之研究》、《国民党的“联共”与”反共”》、《“中间地带”的革命》等作品。
- 金冲及（1930年-），《中国共产党七十年》，《毛泽东传（1893—1949）》、《周恩来传》、《刘少奇传》、《朱德传》，《毛泽东传（1949—1976）》、《陈云传》、《李富春传》。《辛亥革命的前前后后》、《孙中山和辛亥革命》、《二十世纪中国的崛起》、《二十世纪中国史纲》、《转折年代：中国的1947年》、《辛亥革命史稿》（四卷本）、《从辛亥革命到五四运动》、《论清末的立宪运动》。
- 朱维铮（1936年-2012年），《走出中世纪二集》《重读近代史》《音调未定的传统》《近代学术导论》。

## 美洲近代史學家

### 美國
- 美國，費正清（John K. Fairbank）（1907年—1991年），《美国与中国》
- 美國，L·S·斯塔夫里阿诺斯（L.S. Stavrianos）（1913年—2004年），《全球通史》
- 美國，鲁滨逊（James Haryey Robinson）（1863年—1936年），《新史学》
- 美國，魏特夫（Karl August Wittfogel）（1896年—1988年），《东方专制主义：极权的比较研究》、《中国社会与征服王朝》
- 美國，赖世和（Edwin Oldfather Reischauer）（1910年—1990年），《圆仁的唐代中国之旅》、《日本人》、《日本的过去与现在》
- 美國，小阿瑟·施莱辛格（Arthur Schlesinger, Jr）（1917年—2007年），《杰克逊时代》、《罗斯福时代》、《一千天——肯尼迪在白宫》
- 美國，霍华德·津恩（Howard Zinn) (1922—2010），《美国人民的历史》
- 美國，沃勒斯坦（Immanuel Wallerstein）（1930年—），《现代世界体系》、《历史资本主义》
- 美國，保罗·肯尼迪（Paul Kennedy）（1945年—），《大国的兴衰》、《英德对抗之缘起》
- 美國，欧立德（Mark Eliott）（1963年—），《满洲之道》、《乾隆帝》
- 美國，魏斐德（Frederic Evans Wakeman, Jr.，1937－2006），《大门口的陌生人》《中华帝国的衰落》《洪业：清朝开国史》

## 其他領域漢人史學家

### 西洋史
- 王韬（1828年—1897年），《法國志略》、《普法戰紀》、《法蘭西志》、《美利堅志》、《日本通中國考》、《琉球朝貢考》、《西古史》、《西事凡》
- 陳衡哲（1890年—1976年），《西洋史》、《文藝復興小史》、《歐洲文藝復興史》
- 蒋孟引（1907年—1988年），《中英关系1856—1860》、《英国史丛论》
- 王绳祖（1905年—1990年），《马嘉里案和烟台条约》、《欧洲近代史》、《近代欧洲外交史》、《国际关系史》
- 齊世榮（1926年—），《（6卷本）世界史》（主编之一）、《绥靖政策研究》
- 马克垚（1932年—），《世界历史·中古部分》（主编之一）、《世界史·古代史编》（主编之一）、《世界文明史》、《西欧封建经济形态研究》、《英国封建社会研究》
- 侯建新（1951年—），《社会转型时期的西欧和中国》
- 王曾才（1935年—），《西洋現代史》、《西洋近世史》、《世界近代史》、《世界通史》、《西方文化要義》
- 朱孝遠（1954年—），《近代歐洲的興起》、《歐洲文藝復興》
- 苗力田（1917年—2000年），《亚里士多德全集》（译著）
- 顾准（1915年—1974年），《希腊城邦制度》
- 甘阳（1952年—），《古今中西之争》
- 钱乘旦（1949年—），《大国崛起》、《第一个工业化国家》、《英国通史》、《欧洲文明：民族的冲突与融合》
- 王晴佳（生年不詳），《台灣史學50年》、《西方的歷史觀念》、《後現代與歷史學﹕中西比較》

### 亚洲史
- 翁广平（1760年—1824年），《吾妻镜补》
- 朱杰勤（1913年—1990年），《亚洲各国史》、《中国和伊朗关系史稿》、《东南亚华侨史》
- 吴廷璆（1910年—2003年），《日本史》、《日本近代化研究》
- 许云樵（1905年—1981年），《北大年史》、 《马来亚史》 、《马来亚近代史》、《马来纪年》
- 贺圣达（1948年—），《缅甸史》、《战后东南亚历史发展》、《东南亚文化发展史》
- 金克木（1912年—2000年），《梵语文学史》、《中印人民友谊史话》
- 林承节（1936年—），《印度史》、《印度古代史纲》、《印度近现代史》
- 吴俊才（1921年—1996年），《印度史》、《甘地与现代印度》
- 马坚（1906年—1978年），《阿拉伯简史》、《阿拉伯通史》
- 纳忠（1909年—2008年），《阿拉伯通史》、《回教诸国文化史》
- 彭树智（1931年—），《二十世纪中东史》、《阿拉伯国家史》、《阿富汗史》
- 哈全安（1961年—），《古典伊斯兰世界》、《阿拉伯封建形态》
- 金成镐（1951年—），《朝鲜近代史研究》、《朝鲜·韩国历史大事编年》
- 薄音湖（1946年—），《简明古代蒙古史》、《明代蒙古史论》

### 臺灣史
- 連橫（1878年—1936年），《臺灣通史》（1920年—1921年）、《臺灣語典》（1933年）、《連雅堂先生全集》（1992年）
- 曹永和（1920年—2014年），《台灣早期歷史研究》、《台灣早期歷史研究續集》、《中國海洋史論集》
- 黃富三（1940年—），《台灣簡史—麻雀變鳳凰的故事》、《戒嚴時期台灣政治事件檔案與口述歷史》、《美麗島事件》
- 翁佳音（1940年—），《大臺北古地圖考釋》、《臺灣通史類著作解題與分析》
- 許達然（1940年—），《十八和十九世紀台灣社會史論》、《台灣人民起事和歷史發展，1683－1894》
- 李筱峰（1952年－），《解讀二二八》、《林茂生、陳炘和他們的時代》、《台灣史100件大事》、《二二八消失的台灣菁英》、《台灣戰後初期的民意代表》、《台灣革命僧林秋梧》、《台灣史101問》、《台灣民主運動40年》
- 吳密察（1956年—），《台灣近代史研究》
- 許雪姬，總策劃《臺灣歷史辭典》（行政院文化建設委員會/遠流出版社
- 周婉窈(1956年－)，《日據時代的臺灣議會設置情願運動》、《海行兮的年代－日本殖民統治末期臺灣史論集》、《臺灣歷史圖說》、《海洋與殖民地臺灣論集》、《少年臺灣史－寫給島嶼新世代及永懷少年心的國人》、《史家的技藝》(馬克.布洛克原著)、(散文集)《面向過去而生》、《古典日文解讀法》
- 方真真(1958年－)，《明末清初臺灣與馬尼拉的帆船貿易（1664-1684）》、《臺灣西班牙貿易史料（1664-1684）》、《西班牙史》、《華人與呂宋貿易（1657—1687）》、《十七世紀北臺灣的西班牙帳簿，第一冊（1626-1633）》
- 薛化元(1960年－)，《台灣歷史年表》、《『自由中國』與民主憲政（1949～1960）》、《民主憲政與民族主義的辯證發展──張君勱思想研究》、《國民教育權的理論與實際》、《晚清「中體西用」思想論（1861～1900）》、《台灣開發史》、《台灣歷史》、《中國近代史》
- 何義麟(1961年－)，《戰後在日台灣人的處境與認同》、《台湾現代史――二・二八事件をめぐる歴史の再記憶》、《矢內原忠雄及其『帝國主義下之台灣』》、《跨越國境線──近代台灣去殖民化之歷程》、《二･二八事件――「台湾人」形成のエスノポリティクス》
- 蘇瑞鏘(1967年－)，《白色恐怖在臺灣──戰後臺灣政治案件之處置》、《戰後臺灣組黨運動的濫觴──「中國民主黨」組黨運動》、《超越黨籍、省籍與國籍——傅正與戰後臺灣民主運動》
- 王政文(1975年－)，《天路歷程：清末台灣基督徒的改宗與認同》、《台灣義勇隊：台灣抗日團體在大陸的活動（1937-1945）》

### 歐美漢族移民史学家
- 許雲樵（1905年—1981年）
- 楊聯陞（1914年—1990年）
- 何炳棣（1917年—2012年）
- 黄仁宇（Ray Huang），（1918年—2000年）
- 徐中約（Immanuel C.Y.Hsü），（1923年—2005年）
- 唐德剛（1920年—2009年）
- 許達然（Wen-hsiung Hsu），（1940年—）
- 陳兼（Chen Jian），（1952年—）
- 葉文心（Wen-Hsin Yeh）
- 王國斌（R· Bin Wang）
- 余英時（1930年1月22日－）
- 魯桂珍（Lu Gwei-Djen），（1904年—1991年）

### 地理史
- 岑仲勉（1885年—1961年），《佛游天竺記考釋》、《漢書西域傳地里校釋》、《中外史地考證》、《隋唐史》
- 許雲樵（1905年—1981年），《南洋史》
- 譚其驤（1911年—1992年），《中國歷史地圖集(8卷)》
- 嚴耕望（1916年—1996年），《兩漢太守刺史表》、《唐史研究叢稿》、《治史經驗談》、《治史答問》
- 张星烺（1889年—1951年），《欧化东渐史》、《历史的地理基础》
- 葛劍雄（1945年—），《西漢人口地理》、《統一與分裂》、《中國移民史》、《中國人口史》
- 曹树基（1956年—），《中国移民史》、《中国人口史》
- 万明（1953年—），《明与清前期海外政策比较研究》、《中葡早期关系史》、《明代白银货币化的初步考察》

### 科技史
- 梁思成（1901年—1972年），《中國雕塑史》、《營造算例》、《營造法式註釋》、《清式營造則例》、《中國建築史》
- 魯桂珍（1904年—1991年），《中國的科學與文明》、《針灸歷史與理論》
- 劉君燦（1945年—），《中國天文學史新探》、《科技史與文化》、《談科學思想史》、《中國科技史采風錄》

### 法制史
- 沈家本（1840年—1913年），《历代刑法考》、《律目考》、《历代刑官考》、《刑志总考》
- 瞿同祖（1910年—2008年），《中国法律与中国社会》
- 张晋藩（1930年—），《中国法制史》、 《中国法律史论》

### 經濟史
- 李劍農（1880年—1963年），《中國經濟史》、《中國近百年政治史》
- 陶希聖（1899年—1988年），《唐代社會概略》、《中國之分裂與統一》
- 孫毓棠（1911年—1985年），《漢代的財政》、《戰國秦漢時代的紡織業》、《中國古代經濟史論叢》
- 全漢昇（1912年—2001年），《唐宋帝國與運河》、《中國經濟史論叢》
- 楊聯陞（1914年—1990年），《國史探微》、《論學談詩二十年：胡適楊聯陞往來書札》
- 梁方仲（1908年—1970年），《明代户口、田地赋税统计》、《明代粮长制度》、《中国历代户口、田地、田赋统计》
- 王國斌（生年不詳），《轉變的中國：歷史變遷及歐洲經驗的局限》
- 葉國洪(1949-)《張之洞與近代中國工業化》

### 社會史
- 张亮采（1870年—1906年），《中国风俗史》
- 鄧初民（1889年—1981年），《社會史簡明教程》、《中國社會史教程》
- 徐養秋（1896年—1972年），《漢代教育史》
- 周谷城（1898年—1997年），《中國社會史論》、《中國文化史叢書》
- 侯外庐（1903年—1987年），《中國古代社會與老子》、《中國古代社會史論》
- 羅香林（1906年—1978年），《中國民族史》、《歷史之認識》、《民俗學論叢》
- 葉文心（生年不詳），《上海百年風華》
- 費孝通（1910—2005），《鄉土中國》、《江村經濟》、《鄉土重建》、《內地農村》、《生育制度》、《中國紳士》
- 傅衣凌（1911—1988），《明清时代商人及商业资本》、《明代江南市民经济初探》、《明清农村社会经济》、《明清福建社会与乡村经济》

### 史學史
- 金毓黻（1887年—1962年），《中國史學史》、《東北通史》
- 李宗侗（1895年—1974年），《史學概要》、《中國史學史》、《中國古代社會史》
- 傅斯年（1896年—1950年），《夷夏東西說》、《東北史綱》、《性命古訓辨證》、《史學方法導論》
- 劉咸炘（1896年—1932年），《推十書》
- 沈剛伯（1896年—1977年），《沈剛伯先生文集》
- 柴德賡（1908年—1970年），《史學叢考》、《史藉舉要》
- 严耕望（1916年—1996年），《治史经验谈》、《治史答问》、《钱穆宾四先生与我》
- 杜維運（1928年—2012年），《史學方法論》、《中國史學史》
- 倉修良（1933年—），《章學誠和文史通義》、《史學、史家、史籍》
- 瞿林東（1937年—），《唐代史學論稿》、《中國史學史綱》
- 汪榮祖（1940年—），《史家陳寅恪傳》、《史傳通說》、《章太炎研究》、《蔣介石評傳》、《史學九章》
- 罗志田（1952年—），《二十世纪的中国：学术与社会（史学卷）》、《近代中国史学十论》、《二十世纪的中国思想与学术掠影》
- 王汎森（1958年—），《章太炎的思想》、《古史辨运动的兴起》、《中国近代思想与学术的系谱》、《晚明清初思想十论》、《近代中国的史家与史学》、《何以三代之下有乱无治——明夷待访录》、《权力的毛细管作用：清代的思想、学术与心态》、《执拗的低音：一些历史思考方式的反思》

### 文學史
- 林傳甲（1877年—1922年），《中國文學史》》、《遼金元三史蒙拾》
- 王国维（1877年—1927年），《宋元戏曲史》
- 魯迅（1881年—1936年），《中國小說史略》、《漢文學史綱要》
- 謝無量（1884年—1964年），《中國大文學史》、《中國哲學史》、《中國婦女文學史》
- 錢基博（1887年—1957年），《現代中國文學史》、《明代文學》
- 游國恩（1899年—1978年），《楚辭概論》、《先秦文學》、《中國文學史大綱》
- 劉大傑（1904年－1977年），《中國文學發展史》
- 繆鉞（1904年—1995年），《中國史上之民族詞人》、《詩詞散論》、《讀史存稿》、《杜牧年譜》、《杜牧傳》
- 錢鍾書（1910年—1998年），《管錐編》
- 王瑤（1914年—1989年），《中國新文學史稿》、《中古文學史論》、《魯迅作品論集》
- 葉石濤（1925年—），《台灣文學史綱》
- 葉慶炳（1927年—），《中國文學史》
- 袁行霈（1936年—），《中國詩歌藝術研究》、《中國文學概論》、《中國文學史》
- 彭瑞金（1947年—），《高雄市文學史》、《戰後臺灣新文學運動四十年》、《2008年台灣文學年鑑》
- 陳芳明（1947年—），《左翼台灣：殖民地文學運動史論》、《後殖民台灣：文學史論及其周邊》、《台灣新文學史》
- 林瑞明（1950年—），《晚清譴責小說的歷史意義》、《台灣文學與時代精神》、《台灣文學的歷史考察》、《台灣文學的本土觀察》
- 陈尚君（1952年—），《全唐诗补编》、《全唐文补编》、《唐代文学丛考》、《〈唐文拾遗〉校订》
- 王德威（1954年—），《臺灣：從文學看歷史》、《如何現代，怎樣文學？：十九、二十世紀中文小說新論》、《被壓抑的現代性：晚清小說新論》、《從劉鶚到王禎和：中國現代寫實小說散論》、《小說中國：晚清到當代的中文小說》

### 思想史
- 章太炎（1869年—1936年），《國故論衡》、《國學概論》、《菿漢三言》
- 胡適（1891年—1962年），《中國哲學史大綱》、《中國中古思想史長編》、《中國中古思想史的提要》
- 馮友蘭（1895年—1990年），《中國哲學史》、《中國哲學史新編》、《中國現代哲學史》
- 熊十力（1885年－1968年5月23日），《新唯识论》、《论六经》、《原儒》、《体用论》、《明心篇》、《乾坤衍》。
- 侯外庐（1903年—1987年），《中国思想史纲》
- 徐復觀（1903年—1982年），《中國思想史論集》、《中國思想史論集‧續篇》、《儒家政治思想與民主自由人權》
- 唐君毅（1909年—1978年），《中西哲學思想之比較硏究集》、《中國哲學原論》、《人生之體驗》
- 牟宗三（1909年—1995年），《歷史哲學》、《中國哲學的特質》、《中國文化的省察》
- 季羨林（1911年—2009年），《東方文學史》、《東方文化研究》、《禪與東方文化》
- 任繼愈（1916年—2009年），《中國哲學史論》、《墨子與墨家》、《天人之際》
- 饒宗頤（1917年—2018年），《中國文化與科學》、《中國宗教思想史新頁》、《中國史學上之正統論》、《古史辨》
- 张岂之（1927年—），《中国思想史》、《中国思想学说史》、《中国历史大辞典·思想史卷》、《中国儒学思想史》、《中国思想文化史》
- 余英時（1930年—2021），《歷史與思想》、《史學與傳統》、《士與中國文化》、《中國近代思想史上的胡適》、《歷史人物與文化危機》
- 袁伟时（1931年—），《中国现代哲学史稿》、《晚清大变局中的思潮与人物》、《告别中世纪——五四文献选粹与解读》
- 唐翼明（1942年—），《魏晋清谈》、《魏晋文学与玄学》
- 葉國洪 (1949—)，《20 世紀初儒家回應西方文明衝擊之對策》、《認識中國教育制度》
- 葛兆光（1950年—），《中国思想史》、《禅宗与中国文化》、《道教与中国文化》、《中国禅思想史――从6世纪到9世纪》
- 卓新平（1955年—），《神圣与世俗之间》、《基督教与中国文化的相遇、求同与存异》、《全球化的宗教与当代中国》
- 王汎森（1958年—），《章太炎的思想》、《古史辨運動的興起》、Fu Ssu-nien: A Life in Chinese History and Politics（《傅斯年：中國近代歷史與政治中的個體生命》）、《中國近代思想與學術的系譜》、《晚明清初思想十論》、《近代中國的史家與史學》
- 鲍鹏山（1963年—），《先秦诸子十二讲》、《论语新读》
- 楊照（1963年—），《文學、社會與歷史想像-戰後文學散論》、《十年後的台灣》、《理性的人》

### 通史
- 羅香林（1906年—1978年），《中國民族史》、《中國通史》
- 連橫（1878年—1936年），《臺灣通史》（1920年—1921年）
- 柳翼謀（1880年—1956年），《歷代史略》、《中國文化史》、《國史要義》
- 呂思勉（1884年—1957年），《白話本國史》、《呂著中國通史》、《呂著中國近代史》
- 鄧之誠（1887年—1960年），《中華二千年史》、《清詩紀事初編》、《骨董瑣記全編》
- 范文瀾（1893年—1969年），《中國通史簡編》
- 錢穆（1895年—1990年），《國史大綱》、《中國歷史研究法》、《中國近三百年學術史》
- 翦伯贊（1898年—1968年），《中國史綱（1、2卷）》
- 呂振羽（1900年—1980年），《簡明中國通史》、《中國歷史論集》
- 萧一山（1902年—1978年），《清代通史》
- 陳致平（1908年—2002年），《中華通史》、《秦漢史話》、《三國史話》
- 白壽彝（1909年—2000年），《中國通史(12卷)》
- 柏楊（1920年—2008年），《中國人史綱》、《中國帝王皇后親王公主世系錄》、《中國歷史年表》 (註:柏楊是否為歷史學家仍有争议，柏杨在历史学界并未得到认可)
- 傅樂成（1922年—1984年），《中國通史》、《中國史論集》、《漢唐史論集》
- 章开沅（1926年—），《清通鉴》
- 许嘉璐（1937年—），《二十四史全译》、《二十四史今注》

## 外部連結
- 中央研究院歷史語言研究所（页面存档备份，存于）
- 中央研究院近代史研究所（页面存档备份，存于）
- 中央研究院臺灣史研究所
- 中國社會科學院歷史研究所